# Kommando der Flottenbasis

Flagge eines Flottillenadmirals als Kommandeur des Kommandos der Flottenbasis

Das Kommando der Flottenbasis war eine Höhere Kommandobehörde der Bundesmarine, die vom 2. Mai 1956 bis zum 30. September 1965 bestand. Es hatte seinen Sitz zunächst in Sengwarden bei Wilhelmshaven und verlegte 1962 nach Wilhelmshaven-Rüstersiel. Im Zuge einer Reorganisation der Marine wurden am 1. Oktober 1965 die Aufgaben des Kommandos der Flottenbasis und des Zentralen Marinekommandos im neu aufgestellten Marineamt zusammengeführt.

## Aufgaben
Das Kommando der Flottenbasis führte die logistische Unterstützungsorganisation der Bundesmarine und war für weitere Hafen- und Küstenaufgaben zuständig. Ihm unterstanden Stützpunkte, Hilfsschiffe und andere Versorgungseinrichtungen. Außerdem war das Kommando zeitweise für zentrale Aufgaben in der Marine zuständig, die teilweise nach kurzer Zeit an andere Kommandobehörden abgegeben wurden.

## Organisation
Das Kommando der Flottenbasis unterstand dem Führungsstab der Marine im Bundesministerium der Verteidigung. Direkter Vorgesetzter des Kommandeurs des Kommandos war der Inspekteur der Marine.

### Stab
Der Stab des Kommandos verfügte neben den allgemeinen Stabsabteilungen über mehrere Spezialstabsabteilungen für zentrale Marineaufgaben. Dazu gehörte die am 6. Juni 1959 aufgestellte Spezialabteilung STAN (Stärke- und Ausrüstungsnachweisung), die die personelle und materielle Ausstattung der Marine steuerte. Diese Aufgabe wechselte bereits im November 1960 zum Kommando der Marineausbildung. Ebenfalls am 6. Juni 1959 wurde die Spezialabteilung Druckvorschriften aufgestellt. Sie wurde am 1. Februar 1962 dem Zentralen Marinekommando als Nachfolger des Kommandos der Marineausbildung unterstellt. Im 3. Quartal 1959 wurde schließlich die Spezialabteilung Sanitätswesen Marine in den Stab der Flottenbasis eingegliedert. Alle drei Aufgaben waren aus der vormaligen Zentralen Marinedienststelle übernommen worden, die am 31. März 1959 aufgelöst wurde.
Ein eigenständiges Element unterhalb des Stabes bildete die Marineverbindungsstelle zum Bundesministerium für Verkehr, Abteilung Wasserstraßen, Schifffahrt.

### Marineabschnittskommandos
Dem Kommando waren die Marineabschnittskommandos Nordsee und Ostsee unterstellt, denen wiederum die Marinestützpunkte, Fliegerhorste, Küstenfernmelde- und Ortungsstellen, Versorgungsstellen, Musikkorps und anfangs die Marinearsenale unterstanden. Zur Küstensicherung waren den Stützpunktkommandos Küstenwach-, Hafenschutz- und Binnenminensuchgeschwader vorgesehen. Diese wurden jedoch nicht alle planmäßig aufgestellt.

### Schwimmende Versorgung
Die ersten größeren Trossschiffe, die die Marine beschaffte, wurden dem Kommando der Flottenbasis direkt unterstellt. Sie wurden ab 1960 im Kommando der Trossschiffe zusammengefasst, das dem Kommando der Flottenbasis als Typkommando unterstand.

## Kommandeure
Das Kommando der Flottenbasis wurde von einem Kommandeur im Dienstgrad eines Flottillenadmirals geführt.
| Nr. | Dienstgrad        | Name             | Beginn der Amtszeit | Ende der Amtszeit | Bemerkungen                                        |
| --- | ----------------- | ---------------- | ------------------- | ----------------- | -------------------------------------------------- |
| 4   | Flottillenadmiral | Kurt Freiwald    | 10.1963             | 09.1965           |                                                    |
| 3   | Flottillenadmiral | Walter Heck      | 03.1963             | 10.1963           |                                                    |
| 2   | Flottillenadmiral | Max-Eckart Wolff | 06.1957             | 03.1963           |                                                    |
| 1   | Kapitän zur See   | Hellmuth Strobel | 05.1956             | 06.1957           | als Chef des Stabes mit der Aufstellung beauftragt |

### Chef des Stabes
- Kapitän zur See Hellmuth Strobel: von Mai 1956 bis Juni 1957
- Kapitän zur See Hermann Knuth: von Juni 1957 bis September 1957
- Kapitän zur See Kurt Sturm: von Oktober 1957 bis Oktober 1960
- Kapitän zur See Friedrich Poske: von November 1960 bis März 1963
- Kapitän zur See Gerhard Junack: von April 1963 bis März 1964
- Kapitän zur See Walter Herrmann: von April 1964 bis September 1965

## Verweise